# Kryptodepresja
Kryptodepresja – zagłębienie terenu wypełnione przez wodę lub lód, przez co tworzy się jezioro lub lodowiec, którego dno jest poniżej średniego poziomu morza (p.p.m.), natomiast powierzchnia może znajdować się nad poziomem morza (n.p.m.).
Do takich kryptodepresji należą Bajkał w Azji (kryptodepresja 1164 m), Morze Kaspijskie (1053 m), Morze Martwe w Azji (735 m), Tanganika w Afryce (698 m) oraz m.in. jezioro Como, Loch Ness i Ładoga w Europie czy Athabaska i Ontario w Ameryce Północnej. Największą kryptodepresję w Polsce (prawie 30 m) tworzy jezioro Miedwie znajdujące się między Stargardem a Szczecinem oraz Jezioro Turkusowe w Wapnicy w powiecie kamieńskim.
Mniej rozpoznane są kryptodepresje podlodowcowe, które nie są przykryte wodą, tylko lodem (lądolodem). Najgłębsze leżą na Antarktydzie, należą do nich: rów Bentleya (2496 m p.p.m.) i kryptodepresja pod Lodowcem Byrda (2870 m p.p.m.).